# Operación Pitting
La Operación Pitting fue una operación militar británica enmarcada dentro de la evacuación de Afganistán de 2021 para evacuar a ciudadanos británicos y afganos que reunían los requisitos necesarios en Afganistán tras la ofensiva talibana de 2021. La operación constaba de más de 1000 militares, incluidos soldados de la 16.ª Brigada de Asalto Aéreo.
Al final, más de 15 000 personas fueron trasladadas por avión en más de 100 vuelos a un lugar seguro, en la que fue mayor evacuación británica desde la Segunda Guerra Mundial y el mayor puente aéreo desde el Bloqueo de Berlín de 1948. De los evacuados, 5000 eran ciudadanos británicos y 8000 eran afganos que eran vulnerables a la persecución de los talibanes debido a su papel en la asistencia a las fuerzas británicas durante la Operación Herrick (2002-2014). Alrededor de 2200 evacuados también eran niños, y el más joven solo tenía un día.

## Antecedentes

### Guerra de Afganistán
En 2001, el Reino Unido se unió a Estados Unidos y sus aliados en la invasión de Afganistán para deponer a los talibanes, que proporcionaban un refugio seguro a Al-Qaeda y a su líder, Osama Bin Laden, ambos responsables de los ataques del 11 de septiembre en Estados Unidos. La contribución británica a esta invasión se denominó Operación Veritas, que fue reemplazada por Operación Herrick en 2002. Durante la operación, el Reino Unido trabajó como parte de la Fuerza Internacional de Asistencia para la Seguridad (ISAF), junto con los EE. UU. Y sus aliados, para entrenar y reforzar las Fuerzas de Seguridad Nacional afganas (ANSF) y contrarrestar una insurgencia talibán. En su apogeo, el Reino Unido tenía 9500 militares desplegados en Afganistán. Estos números se redujeron gradualmente, en coordinación con los aliados, a partir de 2013. Para 2014, todas las operaciones de combate habían cesado, mientras que el entrenamiento continuaba bajo una nueva operación, denominada Operación Toral, que forma parte de la Misión de Apoyo Resuelto de la OTAN más amplia.

### Acuerdo de Doha y ofensiva de los talibanes

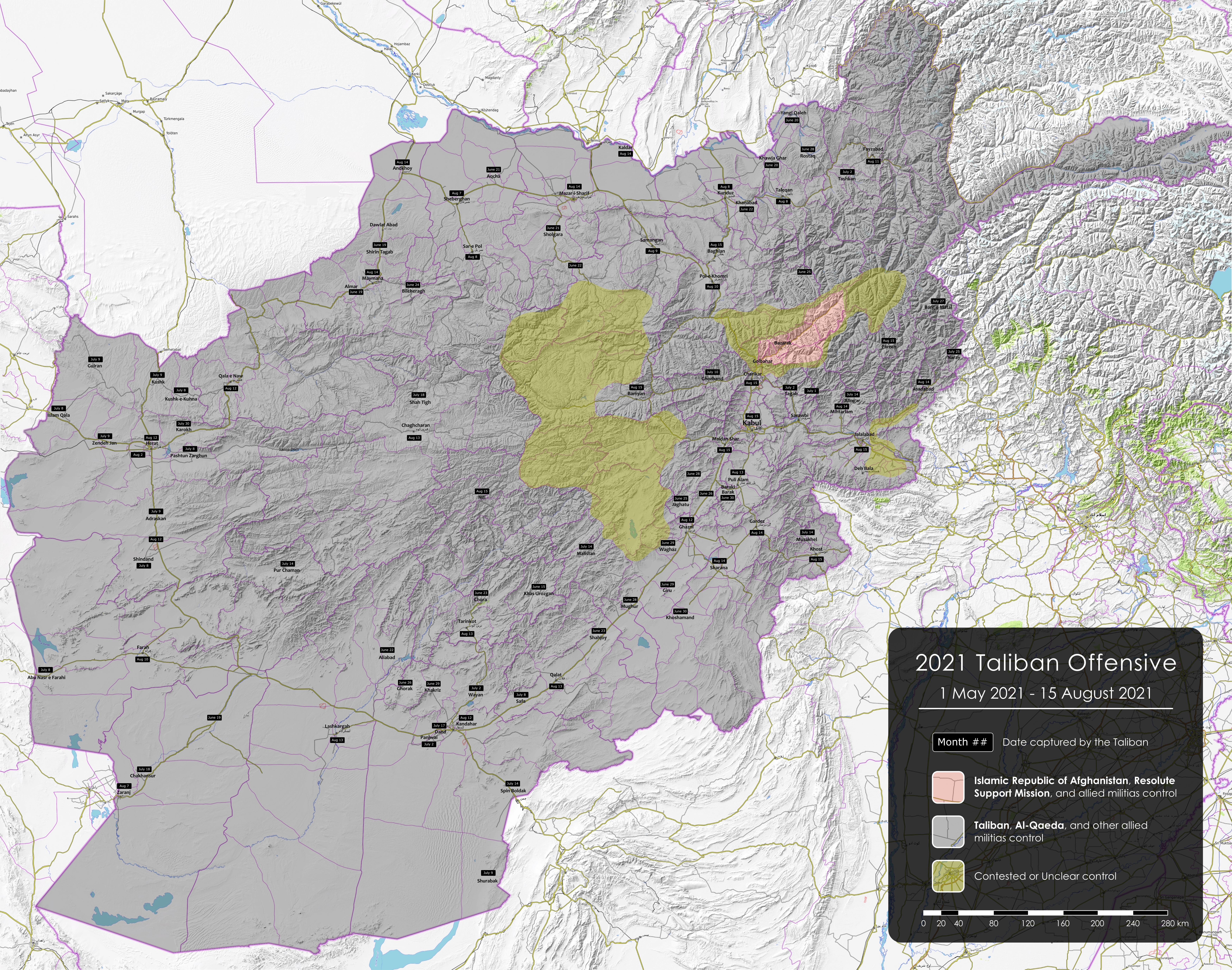
Mapa de Afganistán que muestra la ofensiva de los talibanes al 15 de agosto de 2021

En febrero de 2020, Estados Unidos y los talibanes firmaron el Acuerdo de Doha que permitió la liberación de 5000 prisioneros talibanes, incluidos 400 que fueron acusados y condenados por delitos graves, como asesinato, esto a cambio de la retirada de Estados Unidos y la OTAN de Afganistán, la prevención de Al-Qaeda operando en áreas bajo el control de los talibanes y el diálogo entre los talibanes y el gobierno afgano. Sin embargo, dentro de los 45 días posteriores al acuerdo, entre el 1 de marzo y el 15 de abril de 2020, se produjo un aumento significativo de los ataques de los talibanes contra las fuerzas de seguridad afganas. El 22 de junio de 2020, 291 organismos de la ANSF murieron la semana anterior y 550 resultaron heridos en 422 ataques perpetrados por los talibanes. Al menos 42 civiles, entre ellos mujeres y niños, también murieron y 105 resultaron heridos, en 18 provincias. A pesar de esto, la administración Trump en los Estados Unidos acordó una reducción inicial de su nivel de fuerza de 13 000 a 8600 militares para julio de 2020, seguida de una retirada total para el 1 de mayo de 2021. Posteriormente, la nueva administración de Joe Biden extendió el plazo de retiro hasta el 11 de septiembre de 2021. Esto se cambió nuevamente al 31 de agosto. Los talibanes intensificaron sus ofensivas en respuesta a las retiradas de Estados Unidos y la OTAN, logrando avances significativos en el campo y aumentando el número de sus distritos controlados de 73 a 223 en los primeros tres meses. Desde el 6 de agosto de 2021, los talibanes habían capturado veinte de las 34 capitales provinciales de Afganistán, incluidas Kandahar y Herat, y el 10 de agosto controlaban el 65 % de la superficie del país. El Secretario de defensa brítanico, Ben Wallace, fue muy crítico con el acuerdo entre los Estados Unidos y los talibanes, y lo describió como "podridos" y que eran un "error". En una entrevista con la prensa, Wallace también dijo que estaba tan "horrorizado" por la decisión de Estados Unidos de retirarse que sondeó a otros aliados de la OTAN para ver si había apoyo para una nueva alianza sin Estados Unidos.
En Reino Unido, veteranos, políticos y activistas pidieron al gobierno que concediera asilo a los afganos que ayudaron a las fuerzas británicas durante la guerra, como los intérpretes, por temor a represalias de los talibanes. En diciembre de 2020, el gobierno del Reino Unido lanzó el plan de Política de Asistencia y Reubicaciones Afganas (ARAP en inglés) para ofrecer la reubicación de afganos al Reino Unido. Se estableció una Unidad de Evaluación de Riesgos y Amenazas Afganas (ATREU) en la Embajada Británica en Kabul para evaluar a los candidatos. El 6 de agosto, el Ministerio de Relaciones Exteriores y de la Mancomunidad de Naciones (FCDO en inglés) aconsejó a todos los ciudadanos británicos que abandonaran Afganistán de inmediato debido al empeoramiento de la situación de seguridad; sin embargo, advirtió a la gente que no confiara en el apoyo de la FCDO debido a la capacidad limitada de la embajada británica en Kabul. La FCDO creía que más de 4000 ciudadanos británicos estaban ubicados en Afganistán.

## Historia operativa
La operación se anunció por primera vez el 13 de agosto de 2021 después de que fuera autorizada por el primer ministro Boris Johnson. Su objetivo declarado, según el Ministerio de Defensa, es evacuar a los ciudadanos británicos, el personal de la embajada y los afganos elegibles para la reubicación en virtud de la Política de Asistencia y Reubicación Afgana (PARA). La operación se inició con aproximadamente 600 efectivos militares, algunos de los cuales fueron extraídos del ejército británico de alta disposición de la 16.ª Brigada de Asalto Aéreo, encargadas de apoyo logístico. A ellos se unió un pequeño equipo del Ministerio del Interior para ayudar a la FCDO en Kabul a tramitar visas y otros documentos de viaje. El mando y control de la operación tiene su base en el Cuartel General de Northwood, Londres y está dirigido por el Comandante de Operaciones Conjuntas, Sir Ben Key. Estados Unidos está llevando a cabo una operación similar, cuyo nombre en código es Operación Refugio-Aliados, y hay operaciones similares que están llevando a cabo otros países, incluidos Canadá, Italia, Francia y Alemania. El Reino Unido estableció un puente aéreo entre el mismo y Afganistán con escalas en los Emiratos Árabes Unidos.

### Puente aéreo de Kabul

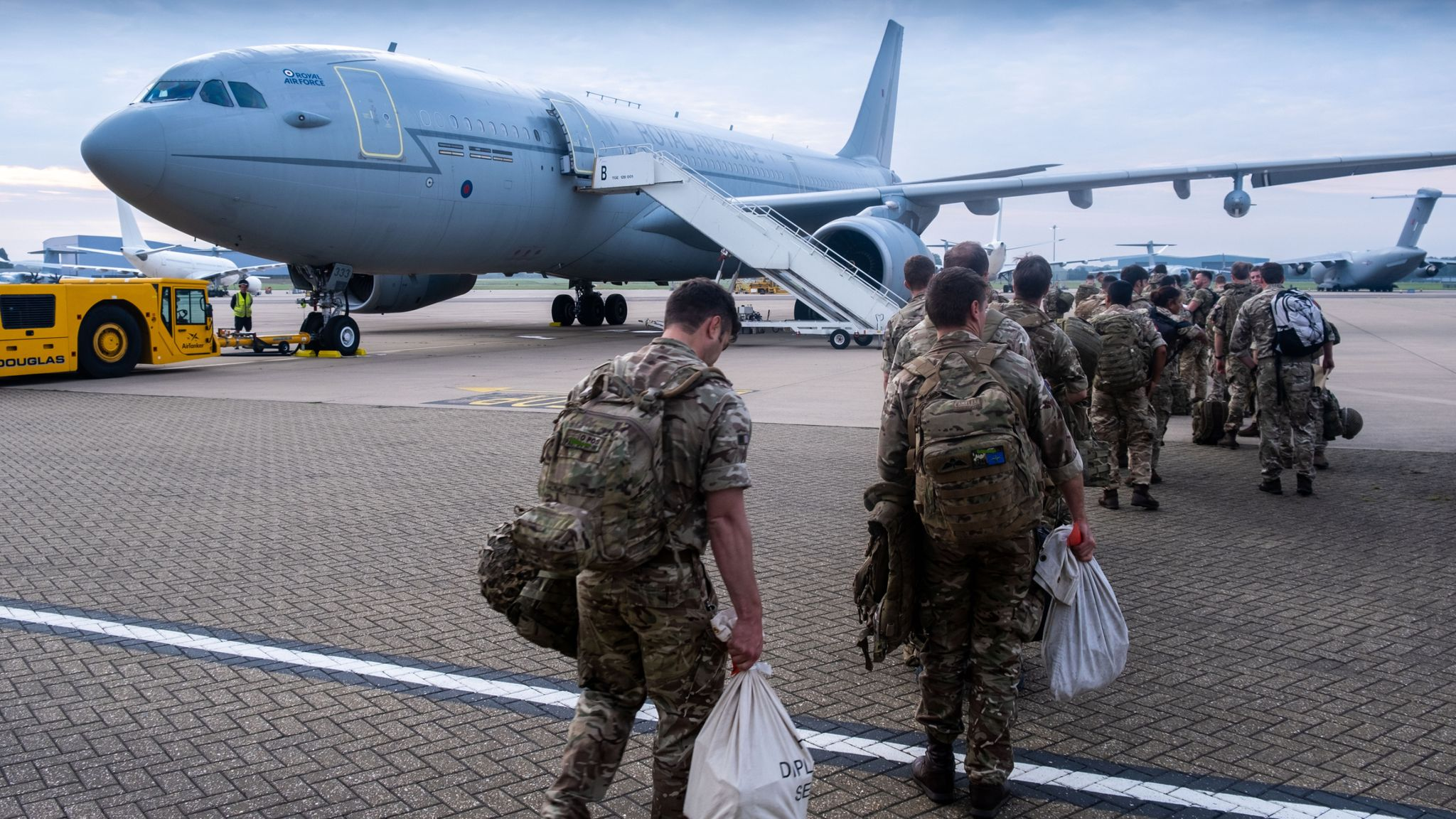
Despliegue de personal británico en Afganistán (agosto de 2021)

El personal militar británico comenzó a llegar al Aeropuerto Internacional Hamid Karzai de Kabul el 15 de agosto a bordo de un Boeing C-17 Globemaster III de la Real Fuerza Aérea británica. Trabajaron en conjunto con las fuerzas estadounidenses para asegurar el aeropuerto. Durante el mismo día, Kabul, la capital y ciudad más grande de Afganistán, cayó ante los talibanes poco después de que el presidente afgano Ashraf Ghani huyera del país, lo que provocó el colapso del gobierno afgano. Posteriormente, los talibanes solicitaron una transferencia pacífica del poder.
El 16 de agosto, el primer vuelo de 370 evacuados llegó a RAF Brize Norton en Oxfordshire, Inglaterra, a través de un avión RAF Airbus A330 MRTT. Un total de 11 aviones de la RAF, que constan de cuatro Voyagers, cuatro C-17, dos Atlas C1 y un Lockheed C-130 Hercules participaron en operaciones durante el mismo día. Tras la suspensión de la mayoría de los vuelos comerciales desde Kabul, multitudes de afganos varados tomaron las pistas de aterrizaje desesperados e intentaron abordar un avión. Hubo al menos cinco muertes confirmadas, y algunos murieron después de aferrarse a los costados de los aviones que despegaban. Esto ocurrió en la parte comercial del aeropuerto, mientras que las fuerzas británicas operaron en el lado militar separado; El Secretario de Defensa, Ben Wallace recibió garantías de los talibanes, a través de un tercero, de que el lado militar se mantendría funcional. Durante una entrevista con LBC, Wallace también admitió que algunas personas se quedarían atrás, particularmente aquellas que no están en Kabul, pero insistió en que la operación fue abierta y sin límite de tiempo. De acuerdo con Wallace, la operación destinada a evacuar a más de 1500 personas en los próximos 24 – 36 horas. Se desplegaron otros 200 militares en Kabul, lo que eleva el total a 900, y "pronto se podrán desplegar más tropas desde otras partes de la región, así como desde el Reino Unido, si es necesario", agregó.
La RAF comenzó a desviar aviones de otras operaciones para ayudar. La Fuerza Fronteriza del Reino Unido también se involucró en la operación para ayudar a procesar a los evacuados. .El 2.º Batallón de Regimiento de Paracaidistas fue desplegado como parte de la fuerza de protección del puente aéreo.
El 17 de agosto, las fuerzas estadounidenses, con el apoyo de las fuerzas británicas y aliadas, habían tomado con éxito el control del aeropuerto. Posteriormente, el aeropuerto se volvió más estable, lo que permitió a la RAF comenzar los transportes aéreos masivos. Los puntos de acceso al aeropuerto, así como a la ciudad en general, permanecieron bajo el control de los talibanes; sin embargo, los talibanes cooperaron con los comandantes locales. El vicealmirante Sir Ben Key, jefe de operaciones conjuntas, advirtió que si los talibanes no cooperaban, las fuerzas británicas podrían tener que abandonar las operaciones de rescate.
El 18 de agosto, comenzaron a surgir informes de que los puestos de control de los talibanes fuera del aeropuerto se negaban a entrar a algunos afganos y golpeaban a mujeres y niños, esto fue seguido por un informe publicado por el Centro Noruego de Análisis Globales de que los talibanes estaban realizando búsquedas puerta a puerta de afganos que habían ayudado anteriormente a las fuerzas de la coalición. Durante el mismo día, se llevaron a cabo dos vuelos de evacuación de la RAF, con un potencial máximo de 250 pasajeros cada uno, que también incluyó a 76 australianos.
El 19 de agosto, el Secretario de Defensa Ben Wallace anunció que no se le permitiría abordar un avión a ningún niño sin supervisión después de que se publicaran imágenes de familias afganas desesperadas entregando a sus hijos a las fuerzas británicas y estadounidenses.
El 20 de agosto, un informe de The Times afirmaba que las Fuerzas Especiales del Reino Unido estaban activas en Kabul y buscaban a las personas que no podían acceder al aeropuerto debido a los talibanes. En las últimas 24 horas, la RAF había evacuado a 963 personas.
El 21 de agosto, el aumento de las temperaturas y las condiciones de hacinamiento provocaron un aumento del desorden debido a las crecientes filas de afganos. Esto resultó en víctimas, que fueron atendidas por médicos británicos, así como también una serie de muertes. Para intentar mantener el orden, se dispararon tiros al aire. Durante el mismo día, un informe en la escena del corresponsal en jefe de Sky News, Stuart Ramsay, proporcionó una idea de los procedimientos llevados a cabo por las fuerzas británicas. Según este informe, se está utilizando un recinto para procesar a los evacuados que tiene una fila de contenedores de envío en su entrada. Más allá de los contenedores, una multitud caótica de "posiblemente decenas de miles" aguarda el procesamiento, retenida por una línea de paracaidistas con escudos antidisturbios. Los militantes talibanes también están presentes entre la multitud, golpeando a la gente con bastones. También revisaban los documentos y llevaban a las personas al frente de la fila si tienen documentación básica de viaje, como un pasaporte, para su posterior procesamiento. Según otro informe del mismo autor, los talibanes cooperan estrechamente con los paracaidistas, a veces parados encima de sus contenedores de transporte. Una vez que atraviesan el complejo, un autobús transporta a los evacuados a una instalación de manejo de pasajeros donde la Policía de la RAF realiza controles de seguridad y los transportistas de la RAF procesan los registros. El Royal Logistics Corps es responsable de toda la logística.

### Creciente amenaza a la seguridad y retirada de EE. UU.
El 22 de agosto, Estados Unidos realizó cambios en sus procedimientos de evacuación debido a la amenaza que representaba ISIS-K, una rama de la organización terrorista islamista que se sabe que opera en Afganistán. El Reino Unido también reconoció esta amenaza. Si bien ambos grupos yihadistas radicales, ISIS-K sigue las tradiciones wahabíes-salafistas que son mucho más extremas que las tradiciones Deobandi practicadas por los talibanes. Esto ha provocado conflictos entre ambos grupos.
El 23 de agosto, el secretario de Defensa Ben Wallace anunció que el Reino Unido tenía "horas, no semanas" para completar sus evacuaciones después de que Estados Unidos anunciara sus intenciones de retirarse el 31 de agosto. El gobierno del Reino Unido dijo que solicitaría una extensión de la fecha límite de Estados Unidos para permitir que se realicen más vuelos, sin embargo, los talibanes dijeron que no apoyaría una extensión de la fecha límite. El mismo día, se anunció que el Reino Unido había evacuado a un total de 6631 personas desde que comenzaron las operaciones. Alrededor de 200 miembros del Regimiento Real de Escocia, se prepararon para desplegarse. En total, más de 1000 militares participaban ahora en las operaciones.
El 24 de agosto, el Reino Unido acogió una reunión de emergencia para los líderes del G7 que el primer ministro Boris Johnson utilizó para solicitar una extensión del plazo de Estados Unidos, respaldada por los líderes de Francia, Alemania, Italia, Canadá y Japón. En respuesta, los talibanes reiteraron su posición y describieron una extensión del plazo como una "violación" a la que responderían. Después de la reunión de líderes del G7, Estados Unidos anunció que el plazo se mantendría. En Reino Unido, se plantearon preguntas sobre las perspectivas de que el ejército británico se apodere del aeropuerto de Kabul después de la salida de los Estados Unidos, sin embargo, según el general retirado del ejército británico, Sir Richard Barrons, al Reino Unido le resultaría difícil reemplazar los vastos recursos de Estados Unidos. Se ha desplegado y los talibanes, opuestos a las fuerzas extranjeras que permanecen más allá de la retirada de Estados Unidos, tienen el potencial de representar una amenaza demasiado grande. El exministro de Defensa Johnny Mercer negó las afirmaciones de que el Reino Unido no pudo llevar a cabo sus operaciones sin Estados Unidos y argumentó que se trataba de una cuestión de voluntad política.
El 26 de agosto, el primer ministro Boris Johnson declaró que la "abrumadora mayoría" de las personas elegibles había sido evacuada por el Reino Unido, que asciende a un total de alrededor de 15 000 personas, sin embargo, quedan unas 2000. El ministro de Defensa, James Heappey, admitió que algunas personas no serían evacuadas antes de la fecha límite del 31 de agosto. Heappey también advirtió sobre el riesgo que representa el Estado Islámico y afirmó que "ahora hay informes muy creíbles de un ataque inminente". Durante el mismo día, se produjeron dos atentados con bombas en las afueras del aeropuerto que resultaron en la muerte de al menos 183 personas, incluidos 13 militares estadounidenses y 120 heridos. El primer atentado ocurrió en las afueras del Baron Hotel, que estaba siendo utilizado como centro de procesamiento por las fuerzas británicas. La segunda explosión ocurrió, acompañada de disparos, muy cerca de Abbey Gate, donde las fuerzas británicas también estaban presentes anteriormente. Después de las explosiones, las fuerzas británicas ayudaron a asegurar el perímetro alrededor del hotel y también brindaron asistencia médica. Wallace anunció que las fuerzas británicas se retirarían antes que Estados Unidos, pero insistió en que los ataques, atribuidos a ISIS-K, no habían reducido las evacuaciones.

### Etapa final
El 27 de agosto, el gobierno del Reino Unido anunció que la evacuación de Kabul había entrado en su etapa final. Como parte de la reducción, el centro de procesamiento en Baron Hotel se cerró y el enfoque se centró en evacuar a los ya procesados. El secretario de Defensa, Ben Wallace, describió su "profundo pesar" porque no todos pudieron evacuar, pero elogió los esfuerzos de los involucrados en evacuar a más de 13 000 personas en 14 días. Se espera que dejen atrás entre 800–1100 afganos elegibles y entre 100–150 ciudadanos británicos, junto con algunos equipos militares.
El 28 de agosto, el Jefe del Estado Mayor de la Defensa, Sir Nick Carter, confirmó que las operaciones de evacuación finalizarían ese mismo día, y afirmó que era "desgarrador" que no hubieran podido evacuar a todos los que querían salir. Se espera que entre 800 y 1100 afganos elegibles y entre 100 y 150 ciudadanos británicos se queden atrás, junto con algún equipo militar. El vuelo de evacuación final exclusivamente para civiles partió más tarde ese mismo día, con vuelos de evacuación para el personal militar y diplomáticos.

## Fuerzas desplegadas

### Ubicaciones
- Cuartel General de Northwood, Londres.[4]
- El Aeropuerto Internacional Hamid Karzai en Kabul, Afganistán, es donde se realizan los vuelos de evacuación.
- La Base Aérea Al Minhad y el Aeropuerto Internacional Al Maktoum en Dubái, Emiratos Árabes Unidos constituyen escalas como parte del puente aéreo; Los aviones C-17 y A400M traen pasajeros desde Afganistán para ser cargados en aviones Voyager con destino al Reino Unido.[30][73]
- RAF Brize Norton en Oxfordshire, Inglaterra es donde aterrizan los vuelos de evacuación en el Reino Unido.[73]

### Fuerzas Armadas Británicas
Más de 1000 militares participan en las operaciones.

#### Armada británica
El ejército británico está involucrado en una variedad de tareas, incluida la protección de la fuerza, la logística, la asistencia humanitaria y el procesamiento de los evacuados.
- Elementos de la 16.ª Brigada de Asalto Aéreo, que incluyen:
  - 2.º Batallón, Regimiento de Paracaidistas (2 PARA)[37]
  - 3.er Batallón, Regimiento de Paracaidistas (3 PARA)[51]
  - 16 Regimientos Médicos.[74]
- The Black Watch, 3.er Batallón, Regimiento Real de Escocia.[58]
- Cuerpo Real de Logística.[52]

#### Fuerza Aérea Real
Se utilizan diversos aviones de transporte de la RAF para vuelos de evacuación, entre ellos:
- Boeing C-17 Globemaster III
- Airbus A400M
- Lockheed Martin C-130 Hércules
- Airbus A330 MRTT

Además, el personal de la RAF realiza registros de pasajeros, controles de seguridad de vuelo y mueve pasajeros y carga hacia y desde la aeronave. Las unidades involucradas incluyen:
- Policía de la RAF.[52]

#### Otro
- Fuerzas especiales del Reino Unido.[48]

### No militar
- Ministerio de Relaciones Exteriores y de la Mancomunidad de Naciones (FCDO)[4]
- Ministerio del Interior[4]
- Fuerza fronteriza[1][39]

## Legado
La Operación Pitting marcó el final de los 20 años de participación militar del Reino Unido en Afganistán.
El número total de afganos traídos al Reino Unido en virtud de la Política de asistencia y reubicaciones afganas (ARAP) desde que comenzó en abril llegó a alrededor de 10 000 personas, el doble de la cifra prevista para 2021.
La embajada británica y el embajador en Afganistán, Sir Laurie Bristow , se trasladará temporalmente a Catar, pero con la intención de reabrir una embajada en Kabul lo antes posible.
El gobierno del Reino Unido dijo que el plan ARAP no tiene un límite de tiempo y que otros afganos considerados vulnerables, como mujeres y niñas, pueden solicitar el plan de reasentamiento de ciudadanos afganos, que acogerá hasta 20 000 refugiados en los próximos años. Aquellos que fueron llamados a la evacuación durante la Operación Pitting, pero que no volaron fuera de Kabul, tendrían garantizado un lugar bajo el esquema.
El gobierno del Reino Unido está considerando incorporar fuerzas especiales afganas evacuadas de Kabul al ejército británico. El arreglo podría ser similar a la Brigada de Ghurkas que ha servido en el ejército británico durante 200 años. Siete oficiales cadetes afganos ya están inscritos en la Real Academia Militar de Sandhurst.
El 31 de agosto, se informó que altos funcionarios militares y políticos habían pedido un premio medal para quienes participaron en la operación. Esto, sin embargo, recibió la oposición de algunos funcionarios de Whitehall, ya que los criterios de medallas actuales estipulan que las medallas solo se pueden otorgar por un mínimo de 30 días de servicio continuo; La Operación Pitting en su totalidad tuvo una duración de poco más de dos semanas. También se informó que algunos miembros del btallón 2 PARA estaban recibiendo terapia psicológica después de su participación en la operación.
Durante el mismo día, el mariscal en jefe del aire, Sir Michael Wigston, declaró que el Reino Unido estaba listo para lanzar ataques contra ISIL-KP, el grupo responsable del ataque terrorista que mató a dos ciudadanos británicos y un hijo de un tercero, así como a 13 militares estadounidenses. personal y decenas de afganos durante la Operación Pitting. El canciller Dominic Raab reconoció esta declaración y no rechazó la perspectiva.